# Le amanti di Dracula
Le amanti di Dracula (Dracula Has Risen from the Grave) è un film del 1968 diretto da Freddie Francis.
Terzo esperimento horror della celebre serie della Hammer Film con Lee nei panni del Conte Dracula, affidato al direttore della fotografia Francis per volontà del distributore americano Warner.
All'epoca fu un grande successo commerciale, più che altro grazie alla campagna pubblicitaria impostata sul richiamo erotico delle donne vampirizzate.

## Trama
Un anno dopo la morte di Dracula nel fiume ghiacciato, Monsignor Muller, vescovo di Keinenberg, visita la parrocchia di padre Kurt e lo trova in preda al terrore, convinto che il conte sia ancora vivo. Per dimostrargli che non c'è più nulla da temere, il vescovo lo convince a recarsi con lui al castello del conte.
Durante la faticosa salita del pendio roccioso, padre Kurt terrorizzato decide di fermarsi a metà strada davanti a una grotta. Monsignor Muller prosegue da solo e giunge all'ingresso del castello di Dracula. Lì recita più volte gli esorcismi e poi pianta una croce sulla porta. Intanto infuria il temporale e padre Kurt scivola da una roccia e cade sul fiume ghiacciato, ferendosi alla testa.
L'urto spacca la coltre di ghiaccio che avvolge il corpo del vampiro ed il sangue del parroco cade sulle labbra di Dracula, riportandolo in vita. Dracula riduce il parroco in suo potere ma quando torna al castello vi trova la croce fissata all'ingresso e non può entrarvi. Per vendicarsi del vescovo, il conte obbliga padre Kurt a condurlo a Keinenberg, dove intende mordere sul collo Maria, nipote del vescovo e farla sua sposa. Spetterà al giovane Paul fidanzato di Maria sconfiggere il conte trovando così la fede in Dio. Dracula muore impalato sopra il crocifisso nel tentativo di uccidere Paul diventando cenere